# Treinongeval bij Sisteron
Het treinongeval bij Sisteron was een spoorwegongeval op 12 november 1886 op de spoorlijn Marseille - Sisteron, op twee kilometer van het station van Sisteron. De locomotief en de eerste wagon van het treinstel werden meegesleurd in een grondverzakking. Hierbij kwamen een mecanicien en twee passagiers om het leven.
Door de regenval trad de rivier Durance buiten haar oevers wat de ondergrond onstabiel maakte. Een deel van de berg Montgervis kwam naar beneden in een steen- en modderlawine rond de middag, enkele tellen voor de trein uit Marseille daar passeerde. De machinist probeerde nog een noodstop te maken maar de locomotief en de eerste wagon van derde klasse werden meegesleurd naar beneden. De andere wagons ontspoorden niet. De locomotief en de tender kwamen halfweg de helling tot stilstand. Hierin overleed de mecanicien en de machinist werd gewond. De wagon kwam terecht onderaan de helling in de rivier die buiten haar oevers was getreden. Hierin vielen er twee doden en verschillende gewonden.